# Братислав Пуношеваць
Братислав Пуношеваць (серб. Bratislav Punoševac, нар. 9 липня 1987, Крушевац) — сербський футболіст, півзахисник клубу «Траял» (Крушевац).

## Ігрова кар'єра
Народився 9 липня 1987 року в місті Крушевац. Вихованець юнацьких команд футбольних клубів «Партизан» і «Напредак» (Крушевац).
У дорослому футболі дебютував 2005 року виступами за команду «Напредак» (Крушевац), в якій провів п'ять сезонів, взявши участь у 76 матчах чемпіонату.
На початку 2011 року перейшов у румунський «Оцелул» і відіграв за команду з Галаца наступні два роки своєї ігрової кар'єри. Більшість часу, проведеного у складі «Оцелула», був основним гравцем команди і став чемпіоном Румунії 2010/11 та володарем Суперкубка Румунії 2011 року. Після цього недовго грав на правах оренди за «Тиргу-Муреш».
У 2013–2014 роках виступав у другому японському дивізіоні за клуб «Авіспа Фукуока», після чого повернувся на батьківщину і грав за «Раднички» (Ниш) у другій половині 2014 року.
На початку 2015 року став гравцем «Гонведа», де грав до кінця сезону, після чого наступний сезон провів у іншій місцевій команді «Бекешчаба».
В сезоні 2016/17 знову виступав у Сербії за клуби «Напредак» (Крушевац) і «Борац» (Чачак), а у другій половині 2017 року виступав за молдавську «Дачію» (Кишинів). 
У лютому 2018 року підписав контракт із казахстанським клубом «Кизилжар». Зіграв до літнього трансферного вікна 15 ігор та з 4 голами став найкращим бомбардиром клубу. Але клуб постійно перебував у зоні вильоту і серб вирішив піти.
28 червня 2018 року Пуношеваць підписав контракт з іншим клубом казахстанської Прем'єр-ліги «Кайсар». 25 вересня 2019 року Пуношеваць покинув «Кайсар».
22 січня 2020 року приєднався до «Тараза» і протягом сезону 2020 року відіграв за таразьку команду 12 матчів в національному чемпіонаті.
Влітку 2022 року став гравцем нижчолігового сербського клубу «Траял» (Крушевац).

## Титули і досягнення
- Чемпіон Румунії (1):

«Оцелул»: 2010/11
- Володар Суперкубка Румунії (1):

«Оцелул»: 2011